# Tachado
Tachado es una presentación tipográfica de palabras con una línea horizontal en el centro, lo que da como resultado un texto como este. A diferencia de los textos censurados o purgados (redactados), las palabras siguen siendo legibles. Esta presentación tiene uno de dos significados. En texto escrito con tinta, mecanografiado u otro texto que no se pueda borrar, las palabras son un error y no deben incluirse. Sin embargo, cuando se usa en la pantalla de una computadora, indica información eliminada, como lo popularizaron las funciones de revisión y seguimiento de cambios de Microsoft Word. También puede usarse deliberadamente para implicar un cambio de pensamiento (como en la epanortosis).

## Usos

### Errores de marcado
El tachado se utiliza principalmente para marcar texto que es erróneo o que debe eliminarse.

### Física
En la teoría cuántica de campos, una barra diagonal a través de un símbolo, como ⱥ, es una abreviatura de γμaμ, donde a es un cuadrivector covariante, γμ son las matrices gamma y el índice repetido μ se suma de acuerdo con la suma de Einstein.

### Destacando
En manuscritos medievales como el libro Domesday, el «tachado» del texto con tinta roja a menudo funciona como un resaltado similar al subrayado moderno.

## Representaciones informáticas

### HTML
El elemento de presentación HTML en línea para tachar es <strike> o <s>. Sin embargo, este elemento quedó obsoleto en el estándar HTML 4.01 de 1999 y fue reemplazado por la etiqueta <del>, un elemento semántico que representa el texto eliminado, que los agentes de usuario (normalmente navegadores web) suelen mostrar como tachado.

#### Otros símbolos de marcado
- En BBCode, utilizado en muchos foros web, el código para tachado es [s] o [strike]. Para finalizar el tachado al usar [s], se pone [/s] (por ejemplo, [s]tachado[/s] ).
- Markdown de GitHub usa la doble tilde ~~ para ajustar el texto y tacharlo.[5]
- El chat de Gmail utiliza el - menos para ajustar el texto y tacharlo.[6]

### CSS
En las hojas CSS el tachado se controla mediante la propiedad text-decoration y se especifica mediante el valor line-through de esa propiedad. Por ejemplo, <span style="text-decoration: line-through;">ABCD efghi</span> se representa así: ABCD efghi.

### Unicode

#### Caracteres de combinación
En archivos de texto donde no se puede utilizar el marcado, el Unicode ofrece una serie de caracteres de combinación que logran efectos similares.
La «combinación de superposición de tachado largo» (U+0336) da como resultado un trazo ininterrumpido en todo el texto:
A̶B̶C̶D̶ ̶e̶f̶g̶h̶i̶
mientras que la «combinación de superposición de tachado corto» (U+0335) da como resultado caracteres tachados individualmente:
A̵B̵C̵D̵ ̵e̵f̵g̵h̵i̵
De manera similar, la «combinación de superposición de barra corta» (U+0337) da como resultado letras tachadas en diagonal:
A̷B̷C̷D̷ ̷e̷f̷g̷h̷i̷
y por lo tanto la «combinación de superposición de barra larga» (U+0338), que produce más espacios entre letras tachados diagonalmente:
A̸B̸C̸D̸ ̸e̸f̸g̸h̸i̸